# 森禮次郎
森 禮次郎（もり れいじろう、1928年11月23日- 2017年4月11日 ）は、日本の経営者。住友金属工業会長、三菱住友シリコン社長を務めた。

## 来歴・人物
大阪府出身。1951年に大阪大学工学部機械工学科を卒業し、同年に住友金属工業に入社した。1981年6月に取締役に就任し、1984年6月に常務、1988年6月に専務を経て、1989年6月に副社長に就任し、1998年10月には会長に昇格した。2001年6月から相談役を務めた。
1994年4月に藍綬褒章を受章。
2017年4月11日、死去。88歳没。